# 第二次黃敏惠市府
第二次黃敏惠市府，為第十屆（2018年12月25日－2022年12月25日）、第十一屆（2022年12月25日－）嘉義市市長黃敏惠所組織之嘉義市政府執政團隊。
本條目僅列出嘉義市政府本部及一級機關的首長，二級機關（含）以下機關的首長不在本條目列出範圍。

## 市府內閣

### 府本部
| 首長職稱 | 姓名   | 學歷                                                          | 經歷 | 備註 |
| -------- | ------ | ------------------------------------------------------------- | --- | ---- |
| 市長     | 黃敏惠 | 國立嘉義大學管理碩士 國立臺灣師範大學國文學士                 | 中國國民黨副主席 第7－8屆嘉義市市長 |      |
| 副市長   | 林瑞彥 | 伯利明西堤大學碩士                                            | 1999年2月1日起擔任黃敏惠國會辦公室主任 嘉義市政府財政局局長、財政處處長 嘉義市政府財政稅務局局長                                                                                 |      |
| 秘書長   | 陳永豐 | 中國醫藥學院公共衛生學系 國立雲林科技大學環境與安全工程系碩士 | 臺灣省政府勞工處南區勞工檢查所檢查員 嘉義市政府環境保護局局長 嘉義市政府主任秘書 嘉義市選舉委員會主任委員 嘉義市政府參議 嘉義市政府稅務局局長 行政院雲嘉南區聯合服務中心副執行長 |      |

### 機關首長
| 首長職稱       | 姓名            | 學歷 | 經歷 | 備註 |
| 民政處處長     | 林家緯          | 國立中正大學成人及繼續教育學系學士（雙主修社會福利學系） 國立中正大學社會福利學系碩士                                                              | 高考社工師及格 財團法人台灣兒童暨家庭扶助基金會研究發展室 專員 國立中正大學通識教育中心兼任講師 嘉義市政府社會處 處長 |      |
| 建設處處長     | 陳光興          | 國立嘉義大學園藝系碩士 | 嘉義市政府行政處處長 嘉義市政府環境保護局局長 嘉義市政府建設局局長 |      |
| 教育處處長     | 林立生          | 開南大學公共事務管理研究所碩士 國立屏東教育大學教育行政博士                                                                                        | 嘉義市政府智慧科技處處長 睿能創意股份有限公司資深專案經理 行政院客家委員會主任委員辦公室主任 國家教育研究院院長室秘書 教育部專員 國立聯合大學文化創意與數位行銷學系兼任助理教授 萬能科技大學觀光休閒學系兼任助理教授 |      |
| 工務處處長     | 郭拱源          | 泰國亞洲理工學院結構與營建工程碩士 國立臺灣大學土木工程研究所博士                                                                                  | 交通部公路總局處長 交通部公路總局副處長 交通部公路總局科長 臺灣省菸酒公賣局技佐 |      |
| 都市發展處處長 | 顏聰玲          | 美國加州州立大學企業管理碩士 逢甲大學土地管理學士。                                                                                                | 崑山科技大學房地產開發與管理系副教授兼任系主任 嘉義市政府區段徵收委員會委員 嘉義市108年都市計畫委員會委員 雲嘉南區域合作平台輔導（民國109（西元2020）年至民國113（西元2024）年） |      |
| 交通處處長     | 鄭君健          | 南華大學休閒產業經濟研究所碩士畢業 | 嘉義市政府參議 嘉義市區鐵路高架化辦公室主任 嘉義市政府交通觀光處處長 交通部觀光局西拉雅國家風景區管理處秘書 |      |
| 觀光新聞處處長 | 張婉芬          | 104學年度管理學院碩士在職專班EMBA 國立中興大學地政學系學士畢業                                                                                     | 嘉義市政府地政處副處長 嘉義市政府行政處副處長 嘉義市政府秘書 嘉義市政府行政處新聞科科長 嘉義市政府文化局藝文推廣科長 嘉義市政府文化局展覽藝術科長 嘉義市政府地政局科員 |      |
| 社會處處長     | 李思賢          | 世新大學新聞系 | 中視新聞文字記者 台視新聞文字記者 三立新聞資深文字記者 台北市政府文化局機要秘書 立法院長王金平辦公室新聞聯絡人 |      |
| 地政處處長     | 饒嘉博          | 國立中正大學勞工研究所碩士 | 嘉義市東區區長 嘉義市政府秘書室主任 嘉義市政府社會處處長 嘉義市政府建設處處長 嘉義市政府文化局局長 嘉義市政府參議 |      |
| 行政處處長     | 黃文義          | 國立中正大學法律研究所碩士 國立中正大學政治學研究所碩士                                                                                            | 嘉義市政府秘書 嘉義市議會秘書、秘書長、主任 嘉義市西區區公所課員、里幹事 嘉義縣東石鄉公所課員 嘉義縣大林鎮公所里幹事 雲林縣四湖鄉公所書記 |      |
| 智慧科技處處長 | 郭軒志          | 國立政治大學科技管理研究所碩士 | 夢想之鄒志工團創辦人 味全公司執行長室經營企劃副課長 頂新集團行銷企劃課長 裕隆集團金融水平事業群資深專員 |      |
| 人事處處長     | 蔡錦治          | 中國文化大學東語系學士 | 嘉義市政府股長、課長、專員 嘉義市地政事務所人事管理員 臺灣省政府農林廳林局嘉義林區管理處課員 |      |
| 政風處處長     | 葉鴻銘          | 中國文化大學中文系學士 | 臺灣高等法院臺南分院檢察署政風室主任 高雄市政府政風處專門委員 臺灣臺南地方法院檢察署政風室主任 臺南縣政府政風處副處長 臺南縣政府政風室課長、專員 臺南縣新營市公所政風室主任 |      |
| 主計處處長     | 阮鼎元          | 國立政治大學財稅學系學士 | 經濟部加工出口區管理處主計室主任 雲林縣政府主計處代理處長 雲林縣政府主計處副處長 雲林縣政府主計處歲計科科長 |      |
| 警察局局長     | 王文澤          | 中央警察大學正科53期 國立政治大學人文社會科學研究所碩士                                                                                            | 新北市政府警察局督察室督察 新北市政府警察局行政科科長 新北市政府警察局保安警察大隊大隊長 新北市政府警察局金山分局分局長 新北市政府警察局蘆洲分局分局長 新北市政府警察局板橋分局分局長 新北市政府警察局三重分局分局長 內政部警政署航空警察局主任秘書 內政部警政署保安警察第五總隊副總隊長 內政部警政署保防組組長                                                         |      |
| 消防局局長     | 蘇耀星          | 中央警察大學46期消防系學士 國立中正大學政治學研究所公共行政班碩士                                                                                  | 嘉義市政府消防局副局長 嘉義市政府警察局消防隊副隊長 嘉義縣警察局消防隊分隊長、技士、組長 |      |
| 衛生局局長     | 張耀懋          | 國立臺灣大學健康政策暨管理研究所博士 波士頓大學美國法學碩士 東吳大學法律學研究所碩士 中國醫藥學院醫務管理學研究所碩士 東海大學企業管理學系管理學士 | 臺北醫學大學法務長 臺北醫學大學管理學院副院長 臺北醫學大學醫務管理系副教授、衛政中心副研究員 國立臺灣大學公共衛生學院兼任副教授 臺灣長照及高齡健康管理發展協會理事 哈佛大學公共衛生學院Takemi program研究員 哈佛大學法學院東亞法中心(EALS)訪問學者 聯合報醫藥新聞組資深撰述委員、組長 臺灣護理教育評鑑委員會委員 民生報生活新聞中心副主任兼醫藥新聞組組長、召集人、記者 |      |
| 環境保護局局長 | 蕭令宜          | 東海大學環境科學研究所碩士 | 嘉義市政府環境保護局副局長 嘉義市西區區公所秘書 嘉義市政府環境保護局科長 嘉義市政府環境保護局稽查員 嘉義市政府環境保護局技佐、技士 |      |
| 財政稅務局局長 | 林瑞彥          | 伯利明西堤大學碩士 | 嘉義市政府財政稅務局局長 嘉義市政府財政處處長 嘉義市政府財政局局長 |      |
| 文化局局長     | 葉國樑 （代理） | 國立中正大學教育學系博士 | 嘉義市政府文化局秘書、副局長 嘉義市政府課長、副處長、處長、參議 |      |

## 內閣首長公布歷程
在第十屆嘉義市政府團隊中，首波小內閣在2018年12月24日公布，並於第十屆市長就職日當天下午到任；第二波小內閣在2019年1月15日公布，局處首長分別在1月14日、1月15日到任。
| 到任 - 府本部 - 秘書長：林建宏 - 局處首長 - 民政處處長：劉美鳳 - 建設處處長：陳光興 - 智慧科技處處長：林立生 - 財政稅務局局長：林瑞彥 - 環境保護局局長：蕭令宜 | 調、升任 - 府本部 - 參議：黃緒信（觀光新聞處處長調任） - 簡任秘書：林青萍（文化局局長調任） - 秘書：蔡宗穎（建設處副處長調任） - 局處首長 - 交通處處長：鄭君健（嘉義市政府參議兼嘉義市區鐵度高架化辦公室主任升任） - 教育處處長：葉國樑（文化局副局長升任） - 觀光新聞處處長：張婉芬（地政處副處長升任） - 文化局副局長：林金龍（嘉義市政府秘書升任，代理局長業務） |

## 首長變動歷程

### 2019年6月1日就任[5]
- 秘書長：陳永豐（原秘書長林建宏調任參議）
- 社會處處長：林家緯（原處長張元厚榮退）
- 文化局局長：蕭柏勳（原代理局長林金龍結束代理職務）

### 2019年8月2日就任[6]
- 教育處處長：林立生（原處長葉國樑調任參議）
- 智慧科技處處長：郭軒志（原處長林立生調任教育處處長）
- 人事處處長：蔡錦治（原處長賴坤山升任法務部人事處副處長）

### 2019年9月5日就任[7]
- 副市長：陳淑慧（新任）

### 2019年10月1日就任[8]
- 都市發展處處長：顏聰玲（新任）

### 2023年7月5日就任[9]
- 副市長：林瑞彥（原副市長陳淑慧請辭，原財稅局長升任）